# فياتشيسلاف فومين
فياتشيسلاف فومين (بالروسية: Фомин, Вячеслав Викторович)‏ هو لاعب كرة قدم روسي في مركز الوسط، ولد في 7 مارس 1969. لعب مع سيسكا موسكو وكريليا سوفيتوف سامارا.